# Paul Dana
Paul Dana (San Luis, Misuri, 15 de abril de 1975-Homestead, Florida, 26 de marzo de 2006) fue un piloto de automovilismo estadounidense.

## Biografía
Nacida en San Luis, Misuri, Dana se graduó de la Escuela de Periodismo Medill de la Universidad Northwestern. Antes de convertirse en piloto, trabajó como mecánico, entrenador de pilotos privado, instructor de manejo y representante de cuentas de marketing y relaciones públicas. También fue editor y periodista que cubría deportes de motor, sus escritos aparecieron en AutoWeek, Sports Illustrated y Maxim.

## Carrera deportiva
En 1996, Dana trabajaba como mecánico en la Bridgestone Racing School en Ontario cuando ganó allí sus primeras carreras. En 1998 se mudó a Indianápolis y comenzó a competir en la Barber Dodge Pro Series. Luego compitió en la Infiniti Pro Series, donde ganó una carrera y quedó segundo en el campeonato de 2004. Luego aseguró el patrocinio de Ethanol para correr en la IndyCar Series, que llevó a Hemelgarn Racing.
Después de competir en tres eventos de categoría, Dana sufrió una fractura de columna mientras practicaba para las 500 Millas de Indianápolis de 2005 y se perdió el resto de la temporada, reemplazada por Jimmy Kite. Regresó para correr para Rahal Letterman Racing después de recuperarse de sus lesiones al año siguiente.

## Muerte
En la sesión de práctica de la primera carrera de la temporada 2006 de IndyCar, en Homestead-Miami, Dana chocó con el monoplaza de Ed Carpenter después de que Carpenter sufriera una pinchadura de un neumático, golpeara el muro de contención y se deslizara hacia la parte baja de la pista. El spotter de Dana le dijo que bajara. Las imágenes en cámara lenta mostraron que Dana había golpeado los restos del monoplaza de Carpenter justo antes del impacto.
La telemetría de ABC/ESPN indicó que el auto de Dana golpeó el auto de Carpenter aproximadamente a 176 mph (283,2 km/h), mientras que Scott Sharp, que corría junto a Dana, informó que había reducido la velocidad a aproximadamente 50 mph (80,5 km/h) en el momento del impacto de Dana.
Dana fue transportado al Hospital Memorial Jackson, donde murió debido a complicaciones de las lesiones sufridas. Tenía 30 años y le sobrevivió su esposa Tonya. La mañana de su muerte, la esposa de Dana se enteró de que estaba esperando su primer hijo.
Después de su muerte, los compañeros de equipo de Dana, Buddy Rice y Danica Patrick, no compitieron en la carrera como muestra de respeto por su compañero de equipo fallecido.

Durante un programa el 27 de marzo de 2006, un emocionado David Letterman hizo una pausa durante su monólogo para ofrecer sus condolencias a la familia de Dana:
No es difícil imaginar la desesperación y el dolor que la esposa de Paul Dana, Tonya, y el resto de su familia están sintiendo ahora, y quiero que sepan que tienen los pensamientos y las oraciones de mí, todo el equipo de Rahal-Letterman, y toda la comunidad de las carreras y, con suerte, eso les brindará la más mínima comodidad. No conocí a Paul personalmente, pero todos estábamos orgullosos de tenerlo en nuestro equipo y estamos profundamente entristecidos por su trágico fallecimiento a una edad tan temprana.

## Resultados

### IndyCar Series
(Clave) (negrita indica pole position) (cursiva indica vuelta rápida)

| Año     | Escudería              | Chasis  | Motor  | 1       | 2      | 3   | 4      | 5        | 6   | 7   | 8   | 9   | 10  | 11  | 12  | 13   | 14  | 15  | 16  | 17  | Pos. | Puntos |
| ------- | ---------------------- | ------- | ------ | ------- | ------ | --- | ------ | -------- | --- | --- | --- | --- | --- | --- | --- | ---- | --- | --- | --- | --- | ---- | ------ |
| 2005    | Hemelgarn Racing       | Dallara | Toyota | HMS 10  | PHX 21 | STP | MOT 20 | INDY Wth | TXS | RIR | KAN | NSH | MIL | MIS | KTY | PPIR | SNM | CHI | WGL | FON | 27.º | 44     |
| 2006    | Rahal Letterman Racing | Panoz   | Honda  | HMS DNS | STP    | MOT | INDY   | WGL      | TXS | RIR | KAN | NSH | MIL | MIS | KTY | SNM  | CHI |     |     |     | 40.º | 6      |
| Fuente: |                        |         |        |         |        |     |        |          |     |     |     |     |     |     |     |      |     |     |     |     |      |        |